# Écu de Sobieski
Scutum
Pour les articles homonymes, voir SCT, Écu, Sobieski et bouclier.
L'Écu de Sobieski (Scutum ; souvent simplifié en Écu tout court) est une petite constellation qui se trouve juste à l'est de la Queue du Serpent. Il s'agit de la 5e plus petite constellation, mais sa position sur la Voie lactée lui permet de posséder un certain nombre d'objets célestes intéressants. Située à 10° en dessous de l'équateur céleste, cette constellation est visible depuis quasiment n'importe quelle latitude terrestre.

## Histoire
Cette constellation est l'une des seules (avec la Chevelure de Bérénice) qui doit son nom à un personnage historique, en l'occurrence le roi de Pologne Jean III Sobieski. Il conduisit la défense de la Pologne et de Vienne contre les armées de l'Empire ottoman et remporta une bataille importante le 12 septembre 1683. Un an plus tard, l'astronome polonais Johannes Hevelius nomma cette petite partie du ciel coincée entre l'Aigle et le Sagittaire en son honneur (Scutum Sobiescianum), et parce qu'il l'a aidé à reconstruire son observatoire, endommagé après un incendie. La dénomination officielle latine de la constellation a depuis été raccourcie à Scutum (l'Écu) tout court.
Cinq de ses étoiles brillantes (α Sct, β Sct, δ Sct, ε Sct and η Sct) étaient auparavant connues en tant que 1, 6, 2, 3, et 9 Aquilae, respectivement. En effet, John Flamsteed ne reconnaissait pas l'Écu comme une constellation à part entière et inclut plusieurs de ses étoiles dans la constellation de l'Aigle. Les étoiles de l'Écu désignées à partir d'une lettre grecque n'ont pas été assignées par Bayer (qui vécut avant qu'Hevelius ne crée la constellation), mais ultérieurement par Benjamin Gould en 1879,.

## Observation des étoiles

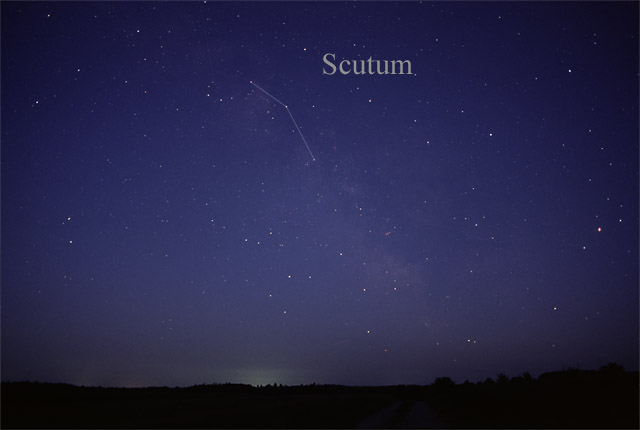
Constellation de l'Écu de Sobieski

Visibilité nocturne de la constellation.

C'est une constellation relativement faible (mag 4) et sans forme très suggestive. Si le modèle était un bouclier, il a très certainement été dessiné de profil, et après un sévère combat.
La constellation se repère assez facilement à partir de la queue de l'Aigle. Elle est située entre la queue de l'Aigle, λ et 12 Aql, et ν du Serpentaire/Ophiuchus.
Le bout de la queue de l'Aigle pointe grossièrement sur δ Sct (variable) à 7°, et γ Sct à 8° plus loin. Immédiatement à 5° à l'Ouest de la queue, on trouve β Sct. De l'ensemble on repère facilement α Sct, l'étoile brillante au milieu de l'ensemble. Dans le prolongement de la direction queue de l'aigle - α Sct, on trouve après 3° ζ Sct, la dernière étoile brillante de la constellation. En prolongeant cette direction, on tombe après 6 ou 7 degrés sur ν du Serpentaire/Ophiuchus, qui tient la queue du Serpent. Cette queue se glisse subrepticement entre la main et le bouclier, sans aucune étoile brillante pour la faire remarquer.

## Étoiles principales

### αScuti
L'étoile la plus brillante de la constellation de l'Écu de Sobieski est α Scuti, une géante orange de type spectral K3III et de quatrième magnitude seulement (3,85). Elle possède un rayon qui est 22 fois plus grand que le rayon solaire et elle est 151 fois plus lumineuse que lui. L'étoile pourrait être légèrement variable avec une amplitude observée de six centièmes de magnitude.

### δScuti
δ Scuti est le prototype d'un type d'étoiles variables qui sont soumises à de petites pulsations sur plusieurs périodes de quelques heures qui se superposent, causant une variation minime de leur luminosité. β Cassiopeiae (Caph) est la plus brillante de ces étoiles.
δ Scuti est une étoile géante qui passe de la magnitude 4,60 à la magnitude 4,70 suivant deux pulsations principales de 4,65 et 4,48 heures, sur lesquelles s'ajoutent de plus petites pulsations de 2,79, 2,28, 2,89 et 20,11 heures. Riche en métaux, elle est 2,2 à 2,4 fois plus massive que le Soleil et tourne sur elle-même 15 fois plus vite que celui-ci.
δ Scuti possède deux compagnons optiques.

### Autres étoiles
- R Scuti est une géante jaune variable de type RV Tauri : elle varie de façon assez régulière entre les 5e et 8e magnitudes sur une période de 146,5 jours.

- L'Écu de Sobieski comprend plusieurs étoiles supergéantes rouges qui comptent parmi les plus grandes étoiles connues, dont UY Scuti et Stephenson 2-18.

## Objets célestes
L'Écu de Sobieski se trouve près du centre de la Voie lactée et comprend plusieurs objets célestes, dont l'amas ouvert M11, juste au sud-est de β Scuti, l'amas ouvert M26, la nébuleuse diffuse IC 1287 ainsi que le microquasar LS 5039 probablement associé à un trou noir.